# Église Saint-Vincent-de-Paul de Bedford
L'église Saint-Vincent-de-Paul (St. Vincent de Paul Church) est une église catholique de style néogothique inscrite au Registre national des lieux historiques du ministère de l'Intérieur des États-Unis. Elle se trouve à Bedford dans l'État d'Indiana.

## Historique
La région, qui se trouve constituer maintenant le comté de Lawrence s'ouvre à la colonisation vers 1835 et des pionniers catholiques s'y installent, mais les premières messes ne sont pas dites avant 1850. Elles sont célébrées par un prêtre irlandais du comté voisin dans la maison d'un paroissien, jusqu'en 1859. Ensuite le curé de Greencastle prend la suite et s'occupe de vingt-cinq familles.
Ce n'est qu'en 1864 que suffisamment de fonds sont réunis pour acheter une parcelle de terrain, grâce à un arrangement avec les méthodistes locaux, et une église de briques, relativement spacieuse pour cette localité d'ouvriers du chemin de fer, est construite. L'église est dédiée par un missionnaire français, l'abbé Mougin, en 1865 à saint Vincent de Paul et dépend par la suite de la paroisse de Bloomington. L'évêque de Vincennes, Mgr Chatard, vient même y donner le sacrement de confirmation en 1879. La communauté est en pleine croissance, si bien qu'une seconde église plus spacieuse est construite en 1893 en pur style néogothique. Elle est consacrée en juillet 1894 par Mgr Chatard.
Les douze vitraux, qui décrivent la vie de Jésus, sont achetés à une firme belge qui exposait à l'exposition universelle de Chicago. Le premier prêtre résident à plein temps s'installe en 1903. L'église est rénovée en 1927 avec de nouveaux autels.
Une école paroissiale tenue par des religieuses de la congrégation de Saint-François d'Oldenburg ouvre au début du XXe siècle. Une grande école de cinq classe est construite en 1912. Elle est remplacée dans les années 1960 par un bâtiment moderne et elle est toujours en activité aujourd'hui.

## Illustrations

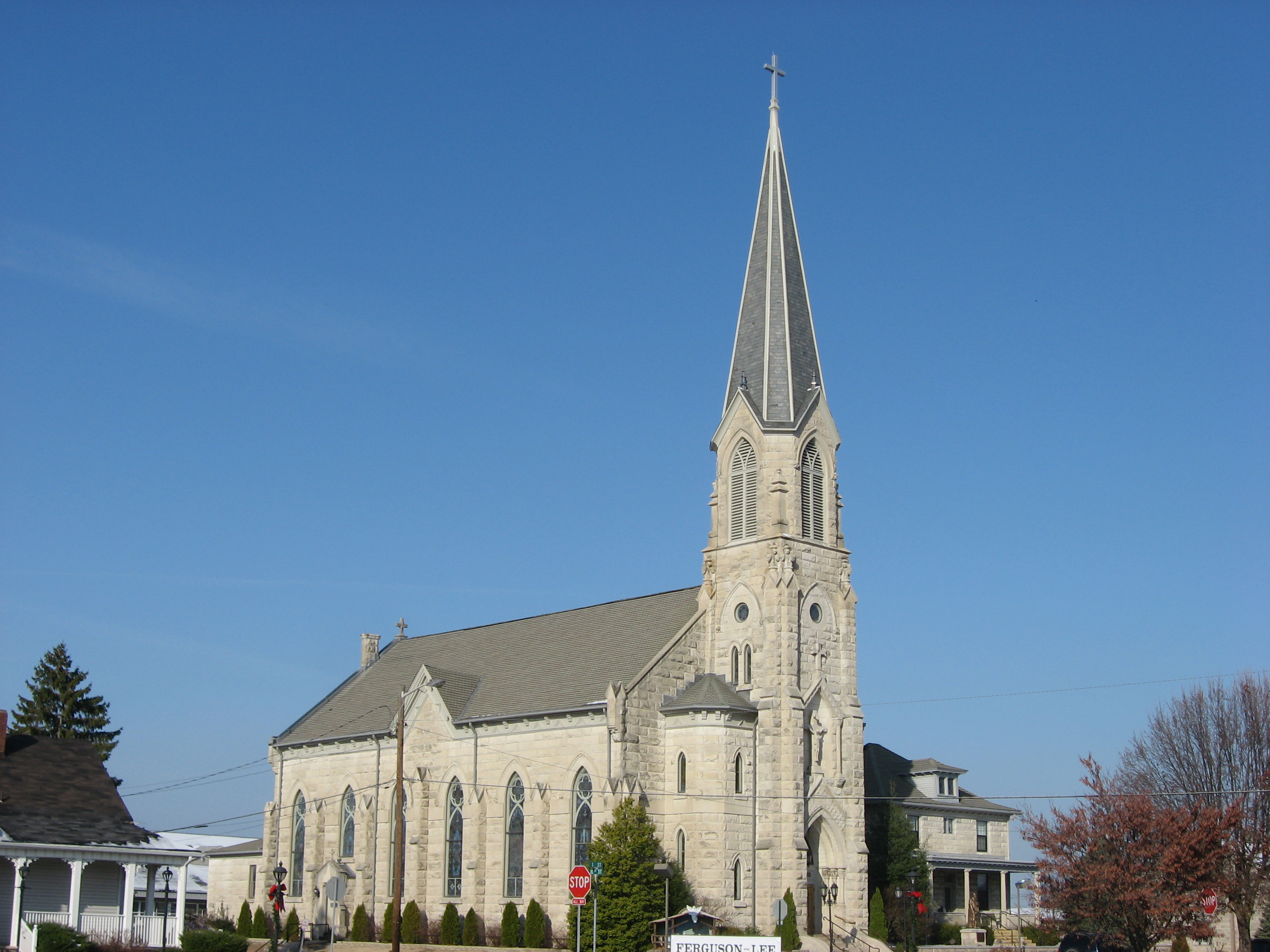
Façade et côté sud de l'église
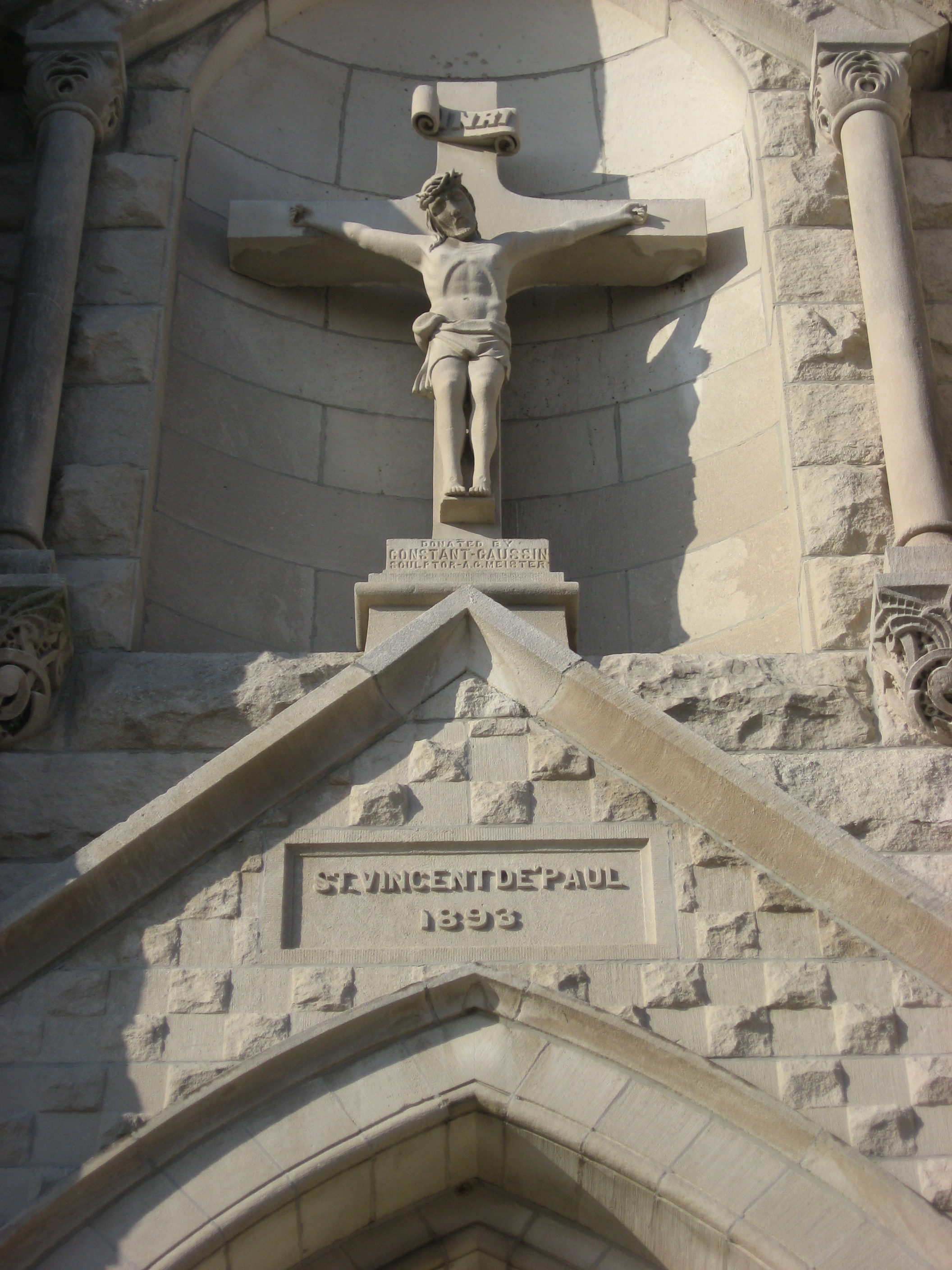
Crucifixion au-dessus de l'entrée
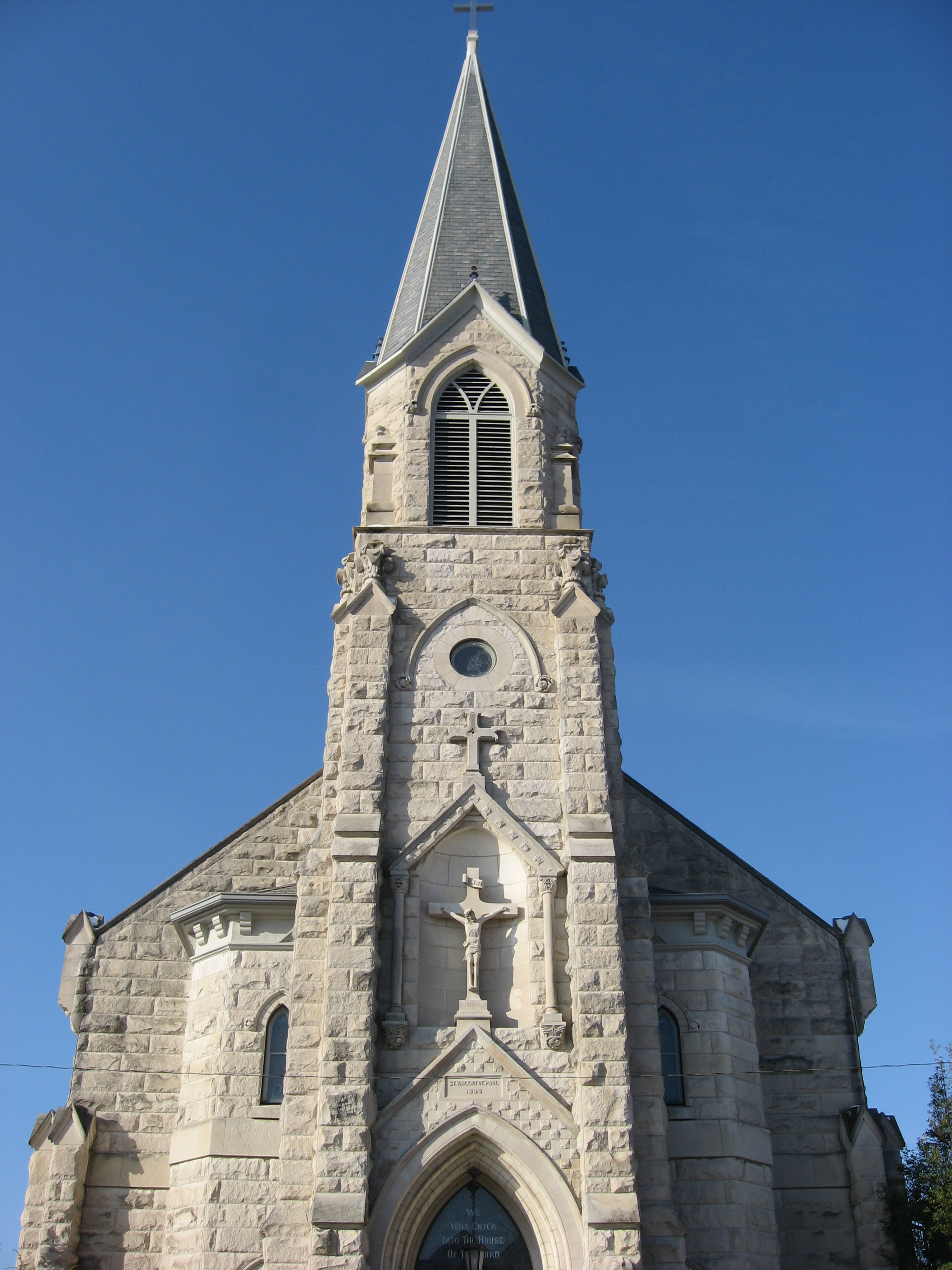
Vue du clocher
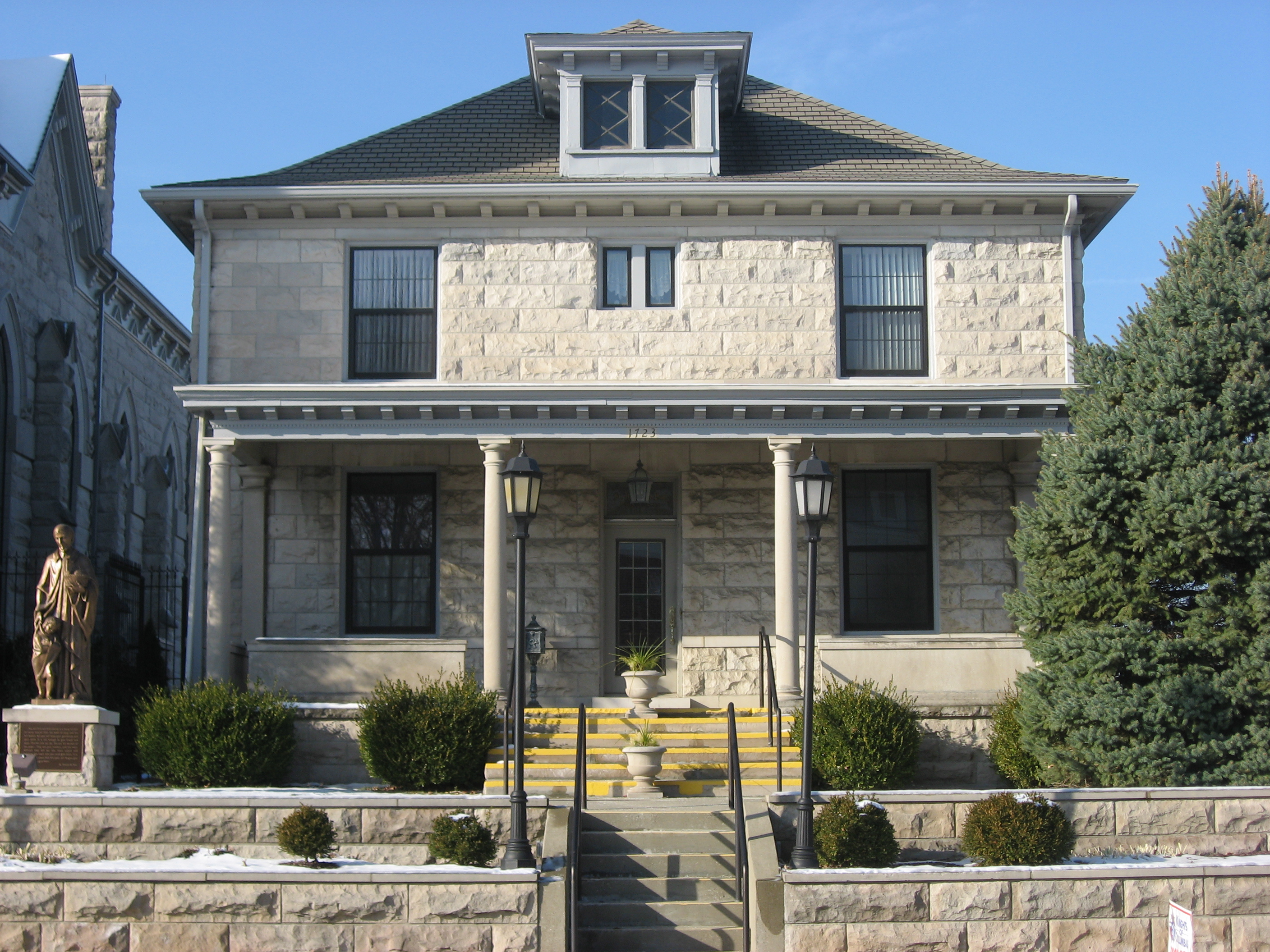
Vue du presbytère